# Catopsilia pomona
Catopsilia pomona, ou comum-emigrante é uma borboleta média da família Pieridae encontrada na Ásia e em partes da Austrália. A espécie recebe o seu nome devido ao seu hábito de migração. Alguns dos primeiros autores consideram-las como duas espécies distintas Catopsilia crocale e Catopsilia pomona.